# بيت الرفاعي (مسلسل)
بيت الرفاعي هو مسلسل مصري يعرض في رمضان 1445 هـ / 2024 على قناة أون، تدور الأحداث حول (بيت الرفاعي)، يُتهم (ياسين) بقتل والده (محمود) ويصبح هاربًا من العدالة في رحلته للبحث عن قاتل والده الحقيقي، وتزداد الأمور سوء حينما يحل (فاروق) ابن عم (ياسين) محل (محمود)، ويصبح المتحكم في العائلة والثروة وكل شيء.

## قصة المسلسل
تدور أحداث مسلسل «بيت الرفاعي»، في إطار من الدراما الممزوجة بالإثارة والأكشن تدور قصة مسلسل بيت الرفاعي عن صراع الدكتور "ياسين" الذي يجسد دوره أمير كرارة مع عائلته التي تعمل في تجارة الآثار.
تتصاعد الأحداث داخل بيت الرفاعي بعد وفاة كبير العائلة "محمود الرفاعي"، وهو واحد من الأثرياء، المعروف عنه عمل الخير ومساعدة الآخرين. تتبدل أحوال العائلة ويبدأ الصراع بعد رحيل الأب "محمود الرفاعي" في ظل سعي الفنان أحمد رزق – الابن الأكبر- لأن يصبح كبير العائلة ويحل محل والده.

## طاقم التمثيل
- أمير كرارة
- ميرنا جميل
- أحمد رزق
- محمد لطفي
- تامر نبيل
- سيد رجب
- أحمد فؤاد سليم
- ملك قورة
- دنيا المصري
- عايدة رياض
- عمرو وهبة
- رحاب الجمل
- ماجدة منير
- إيناس كامل
- صفاء الطوخي
- يوسف صلاح
- أحمد صيام
- أحمد عبد الله

## فريق العمل
- إنتاج: تامر مرسي، سينرجي للإنتاج الفني، محمدمحسن
- تأليف: بيتر ميمي، عمرو أبو زيد، هند عبد الله
- إخراج: أحمد نادر جلال

## روابط خارجية
- بيت الرفاعي على موقع قاعدة بيانات الأفلام العربية